# Course en ligne féminine aux championnats d'Europe de cyclisme sur route 2018
La course en ligne féminine des championnats d'Europe de cyclisme sur route 2018 a lieu le 5 août 2018 à Glasgow, en Écosse. Elle est remportée par l'Italienne Marta Bastianelli.

## Favorites
Marianne Vos et l'équipe des Pays-Bas en général fait figure de grande favorite de l'épreuve.

## Récit de la course
La première échappée se dégage dans le deuxième tour. Elle est composée de : Lucinda Brand, Sabrina Stultiens, Elisa Longo Borghini, Soraya Paladin, Lisa Klein, Sophie Wright et Eugénie Duval. Le peloton les reprend au kilomètre trente-trois. Un contre se forme peu après. Ludinca Brand, Lisa Klein et Sophie Wright sont de nouveau présentes avec Nadia Quagliotto et Juliette Labous. L'avance est d'une minute vingt au kilomètre quarante-six. Sophie Wrigth attaque cinq kilomètres plus loin. Lucinda Brand tente de la rejoindre, mais finalement les peloton remet les compteurs à zéro. À trente kilomètre de l'arrivée, Chantal Blaak, Elena Cecchini et Alice Barnes sortent du peloton. La poursuite est menée par les équipes de France et d'Allemagne. À vingt-et-un kilomètres de l'arrivée, les trois coureuses sont reprises. L'équipe des Pays-Bas accélère alors avec Marianne Vos, Lucinda Brand et Anna van der Breggen. Cette dernière attaque avec Elisa Longo Borghini. Danielle Rowe effectue la jonction peu après. Un contre avec Aude Biannic, marquée par Floortje Mackaij part. À l'amorce du dernier tour, le groupe de tête a quinze secondes d'avance sur Biannic et Mackaij, ainsi que quarante secondes d'avance sur le peloton. Les deux groupes d'échappée fusionnent à onze kilomètres de l'arrivée. Anna van der Breggen attaque dans la Great George Street suivie par Elisa Longo Borghini. Les autres sont reprises par le peloton. Elisa Longo Borghini attaquent plusieurs fois. À deux kilomètres de l'arrivée, Audrey Cordon-Ragot attaque. Elle revient sur la tête de course. Un train est mis en place pour Lorena Wiebes, mais au sprint c'est Marta Bastianelli qui s'impose facilement devant Marianne Vos et Lisa Brennauer.

## Classement
| \| Classement général \| Classement général \| Classement général \| Classement général \| Classement général \| \| Coureuse \| Coureuse \| Pays \| Équipe \| Temps \| \| ------------------ \| -------------------- \| ------------------ \| ------------------ \| ------------------ \| \| 1re \| Marta Bastianelli \| Italie \| Italie \| 3 h 28 min 15 s \| \| 2e \| Marianne Vos \| Pays-Bas \| Pays-Bas \| + 0 s \| \| 3e \| Lisa Brennauer \| Allemagne \| Allemagne \| + 0 s \| \| 4e \| Elena Cecchini \| Italie \| Italie \| + 0 s \| \| 5e \| Rasa Leleivytė \| Lituanie \| Lituanie \| + 0 s \| \| 6e \| Christina Siggaard \| Danemark \| Danemark \| + 0 s \| \| 7e \| Kaat Hannes \| Belgique \| Belgique \| + 0 s \| \| 8e \| Anna van der Breggen \| Pays-Bas \| Pays-Bas \| + 0 s \| \| 9e \| Lorena Wiebes \| Pays-Bas \| Pays-Bas \| + 0 s \| \| 10e \| Danielle Rowe \| Royaume-Uni \| Grande-Bretagne \| + 0 s \| |                      |             |                 |                 |
| |                      |             |                 |                 |
| Source : ProCyclingStats |                      |             |                 |                 |
| Classement général |                      |             |                 |                 |
| Coureuse | Coureuse             | Pays        | Équipe          | Temps           |
| 1re | Marta Bastianelli    | Italie      | Italie          | 3 h 28 min 15 s |
| 2e | Marianne Vos         | Pays-Bas    | Pays-Bas        | + 0 s           |
| 3e | Lisa Brennauer       | Allemagne   | Allemagne       | + 0 s           |
| 4e | Elena Cecchini       | Italie      | Italie          | + 0 s           |
| 5e | Rasa Leleivytė       | Lituanie    | Lituanie        | + 0 s           |
| 6e | Christina Siggaard   | Danemark    | Danemark        | + 0 s           |
| 7e | Kaat Hannes          | Belgique    | Belgique        | + 0 s           |
| 8e | Anna van der Breggen | Pays-Bas    | Pays-Bas        | + 0 s           |
| 9e | Lorena Wiebes        | Pays-Bas    | Pays-Bas        | + 0 s           |
| 10e | Danielle Rowe        | Royaume-Uni | Grande-Bretagne | + 0 s           |